# Tîmcenkî, Nedrîhailiv
Tîmcenkî (în ucraineană Тимченки) este un sat în comuna Kozelne din raionul Nedrîhailiv, regiunea Sumî, Ucraina.

## Demografie
Componența lingvistică a localității Tîmcenkî
     Ucraineană (99,09%)
     Alte limbi (0,91%)
Conform recensământului din 2001, majoritatea populației localității Tîmcenkî era vorbitoare de ucraineană (99,09%), existând în minoritate și vorbitori de alte limbi.